# Xawery Żuławski
Xawery Żuławski (ur. 22 grudnia 1971 w Warszawie) – polski reżyser, scenarzysta i aktor.

## Życiorys

### Wykształcenie
Absolwent Liceum im. Tadeusza Reytana w Warszawie (1990). W 1995 ukończył studia na Wydziale Reżyserii PWSFTviT w Łodzi.

### Kariera filmowa
Jego debiut fabularny Chaos (2006) zdobył główną nagrodę na festiwalu debiutów filmowych „Młodzi i film” w Koszalinie, a także nagrodę za debiut reżyserski na 31. FPFF w Gdyni. W 2009 premierę miał jego drugi film fabularny Wojna polsko-ruska, który okazał się sukcesem komercyjnym i artystycznym. Adaptacja powieści Doroty Masłowskiej przyniosła mu wiele nagród, m.in. Paszport „Polityki”.
Współpracuje z TVP Kultura, gdzie wraz z Piotrem Kielarem reżyserują program Poza kontrolą w „Strefie Alternatywnej”. Prezentują w nim młode niezależne zespoły muzyczne.

## Życie prywatne
Syn aktorki Małgorzaty Braunek i reżysera Andrzeja Żuławskiego. Brat przyrodni aktorki Oriny Krajewskiej.
Z Marią Strzelecką ma dwoje dzieci, Kaja i Jagnę.
W 1993 był sprawcą tragicznego wypadku samochodowego, w wyniku którego zginęła Barbara Kosmal, córka aktorki Barbary Brylskiej.

## Filmografia

### Jako aktor
- 2000: Portret podwójny – Żurek
- 2000: Bellissima
- 2000: Wierność
- 2008: Pitbull – Amerykanin w hotelu (odc. 20)
- 2009: Wojna polsko-ruska
- 2011: Aida – klient infolinii (odc. 10)

### Jako reżyser
- 2024: Kulej. Dwie strony medalu (reżyseria i scenariusz)
- 2022: Apokawixa
- 2020: W domu (odc.6 „Koronaświrusy”)
- 2019: Mowa ptaków
- 2017: Diagnoza – reżyseria 1. serii
- 2014: Prawo Agaty – reżyseria (odc. 73–78, 80)
- 2012: Krew z krwi
- 2011: Aida
- 2010: Tancerze – reżyseria pod ps. Marcin Konopp (odc. 21-30)
- 2009: Wojna polsko-ruska (reżyseria i scenariusz)
- 2008: Tysiąc zakazanych krzaków (zdjęcia i scenariusz)
- 2008: Pitbull – reżyseria (dwa odcinki trzeciej serii)
- 2006: Chaos (reżyseria i scenariusz)
- 2000: Bellissima – II reżyser

### Pozostałe
- 2000: Wierność (La fidélité) – współpraca operatorska
- 1997: Un air si pur... – asystent kierownika produkcji
- 1993: Rozmowa z człowiekiem z szafy – asystent reżysera
- 1990: Błękitna nuta (La note bleue) – współpraca realizatorska (film realizowany przez Andrzeja Żuławskiego)

## Nagrody
- Nagroda na FPFF w Gdyni
  - 2006: nagroda za debiut reżyserski Chaos
  - 2009: Srebrne Lwy Wojna polsko-ruska